# Grad Kočevje
Grad Kočevje (nemško Gottschee) je stal v mestu Kočevje v občini Kočevje.

## Zgodovina
Zgrajen je bil leta 1650. Kočevje se omenja leta 1040 kot del oglejske patriarhije. Leta 1350 - 1360 so grofje Ortenburški Kočevsko naselili z nemškimi poljedelci, kateri naj bi bili po Valvasorju potomci Gotov. Turki so trg Kočevje z okolico leta 1461 požgali in oplenili zato so se prebivalci preselili na polotočni okljuk in zgradili nov močno utrnjen trg z obzidjem in štirimi stolpi. Med letoma 1469 in 1491 so na Kranjsko turki vdrli kar 22 krat in ena izmed glavnih vdornih poti je vodila skozi Vinico mimo Kočevja in naprej proti Ljubljani. 19. aprila 1471 cesar Friderik III novo nastalo naselje povzdigne v mesto. Leta 1511 je bil hud potres, nato sta sledili še lakota in epidemija kuge. Leta 1515 so kočevski podložniki ubili barona Thurna in s tem sprožili 1. slovenski kmečki upor. Celo mesto je bilo požgano in uničeno. Leta 1596 je grad pogorel do tal in nato še enkrat leta 1684 a je bil kmalu obnovljen. Pod kočevsko vejo Auerspergov je Kočevje leta 1791 postalo vojvodina. Med drugo vojno je bil grad bombardiran in popolnoma uničen.